# Multiteatro

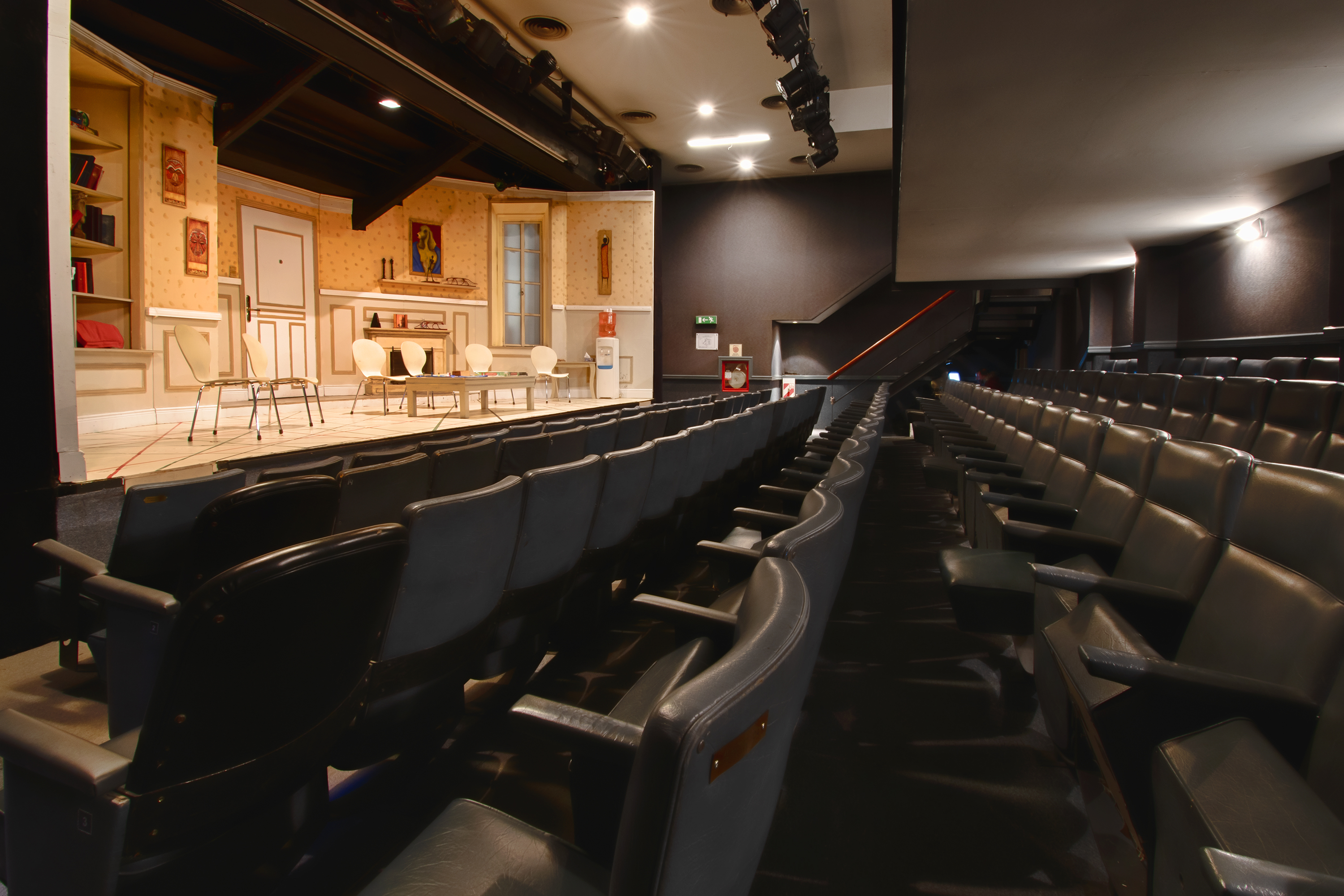
Multiteatro

Multiteatro es una empresa argentina dedicada a la gestión de salas teatrales, reconocida como la mayor del país en su rubro. Fundada por el empresario Carlos Rottemberg, la marca se consolidó como un referente del teatro comercial y cultural argentino. Su sede central se encuentra en el complejo que lleva su nombre, ubicado en Av. Corrientes 1283, Ciudad de Buenos Aires.
A lo largo de los años, Multiteatro ha transformado y modernizado diversos espacios históricos, adaptándolos a las nuevas demandas del público y la industria. Actualmente, opera una red de teatros en Buenos Aires y Mar del Plata, ofreciendo una programación variada que incluye comedias, dramas, musicales y espectáculos familiares.

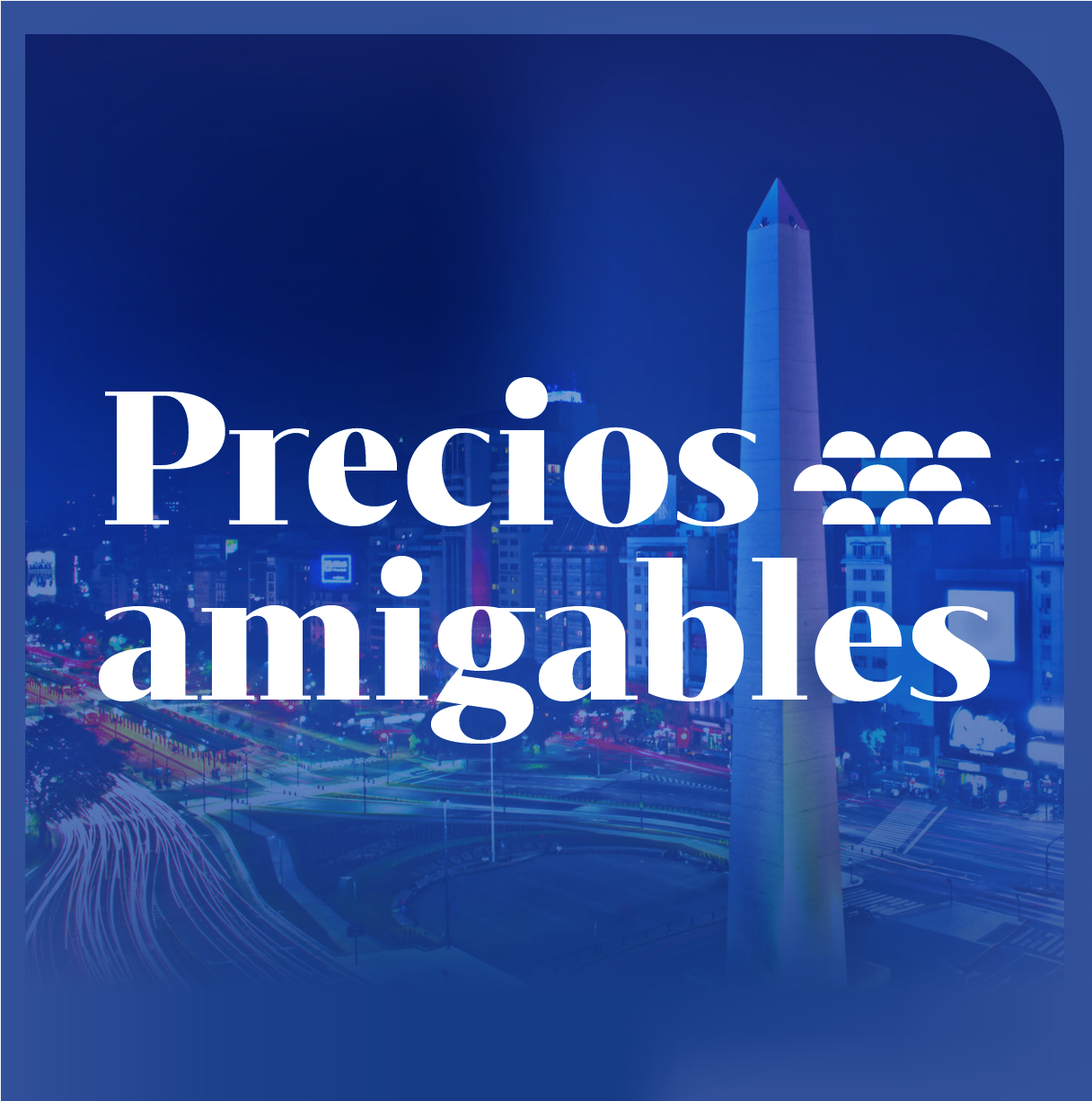
Precios amigables

En los últimos años, la empresa ha implementado la campaña "Precios Amigables", una iniciativa orientada a facilitar el acceso del público al teatro mediante una política de precios accesibles. Con el objetivo de “mantener el hábito teatral en un momento bisagra en la economía hogareña”, según palabras de Carlos Rottemberg, la propuesta no tiene fecha de finalización definida. Las entradas pueden adquirirse tanto en boleterías como a través de la plataforma PlateaNet. La campaña establece un valor máximo para las mejores ubicaciones en sala, permitiendo que una mayor diversidad de públicos pueda asistir a espectáculos de primer nivel. Además, se suman beneficios bancarios y facilidades de pago, lo que refuerza el compromiso de la empresa con una cultura teatral inclusiva y sostenible.

## Buenos Aires

### Multiteatro (Av. Corrientes 1283)
El Multiteatro se inauguró el 11 de abril de 2001, tras una profunda remodelación del antiguo Teatro Blanca Podestá, que fue un ícono de la Avenida Corrientes. Este espacio, que data de 1914, fue un referente cultural hasta su cierre en 1999. Multiteatro revitalizó este emblemático edificio y lo transformó en un moderno complejo con cuatro salas y un total de 1.333 butacas.
La renovación permitió adaptar el teatro a las necesidades del público moderno, representando un ejemplo de cómo fusionar el legado cultural con las tendencias actuales del entretenimiento. 

### Multitabarís (Av. Corrientes 831)

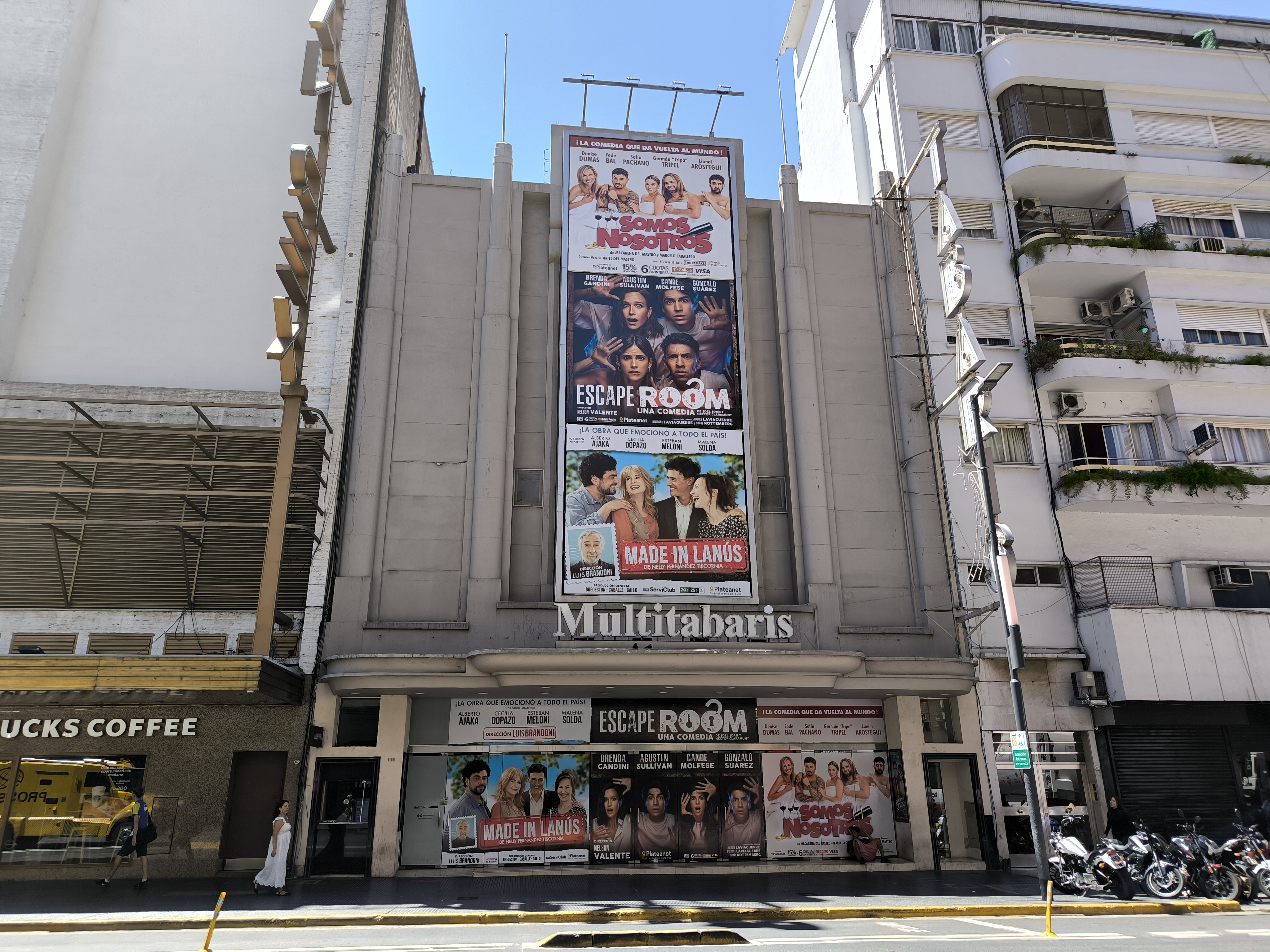
Multitabaris

Este complejo fue inaugurado el 24 de septiembre de 2018, tras la remodelación del histórico Teatro Tabarís, inaugurado en 1947. 
El Teatro Tabarís fue un importante centro de entretenimiento en la ciudad durante varias décadas, y su transformación en Multitabarís representa la continuidad de esa tradición, ahora con un enfoque renovado. Las tres nuevas salas permiten albergar una amplia variedad de espectáculos, desde comedias y dramas hasta musicales, y la renovación ha vuelto a colocar al espacio como un punto de referencia para los amantes del teatro en Buenos Aires.

### Teatro Liceo (Avenida Rivadavia 1495)

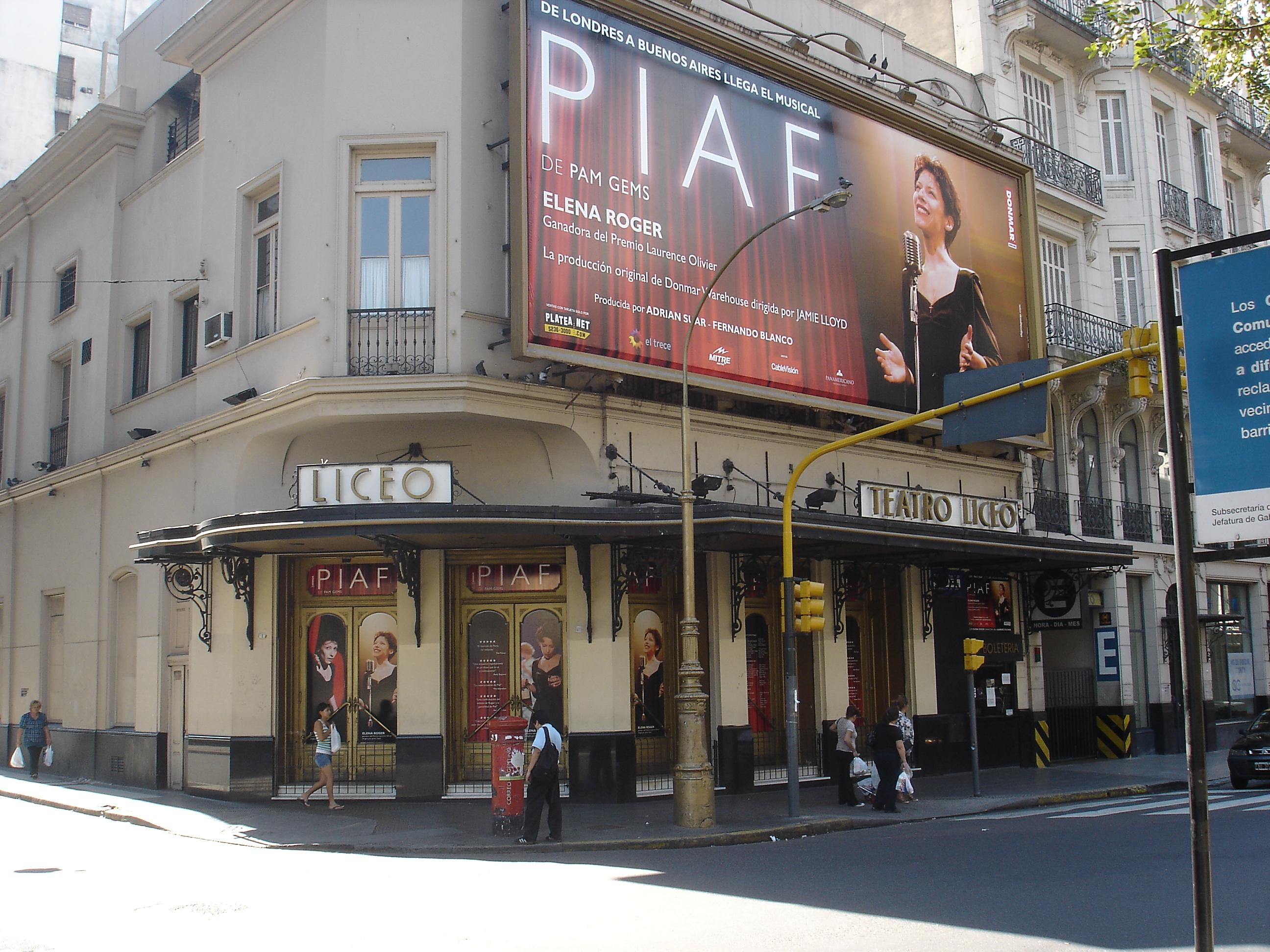
Teatro Liceo

El Teatro Liceo es uno de los teatros más antiguos de la ciudad de Buenos Aires y uno de los más emblemáticos de América Latina. Fundado en 1872, el teatro cuenta con una rica historia que lo ha vinculado con las principales producciones teatrales de la ciudad. A lo largo de su historia, el teatro ha sido escenario de diversas transformaciones, pero ha logrado mantener su estilo arquitectónico original, lo que lo convierte en un verdadero patrimonio cultural
En 1993, Multiteatro tomó a su cargo la gestión del Teatro Liceo, manteniendo su estructura original y emprendiendo una restauración integral en 2006. Esta renovación modernizó sus instalaciones, asegurando su continuidad como un referente cultural en la escena teatral de Buenos Aires y consolidándolo como un espacio clave para las artes escénicas en la ciudad.

### Teatro Metropolitan (Av. Corrientes 1343)
El Teatro Metropolitan, gestionado por Grupo La Plaza, se destaca por su ubicación en la Avenida Corrientes, una de las principales arterias culturales de Buenos Aires. Fue renovado por Multiteatro en asociación con el Grupo La Plaza. Esta modernización permitió al teatro ofrecer dos salas completamente restauradas, manteniendo su esencia clásica pero adaptada a las exigencias del público contemporáneo.
La programación del Teatro Metropolitan abarca una variada oferta de obras, que van desde el teatro clásico hasta comedias modernas, y ha sido un punto de encuentro para grandes artistas y producciones de renombre nacional e internacional.

## Mar del Plata

### Teatro Mar del Plata (Av. Luro 2335)

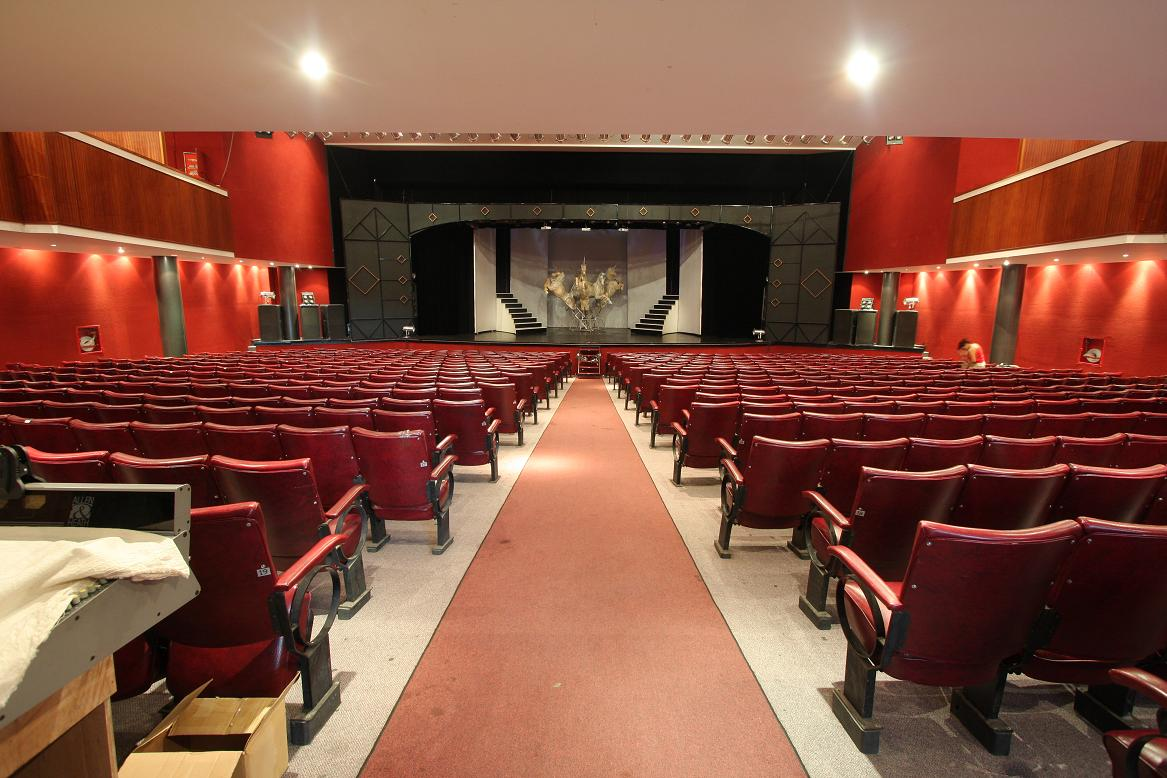
Teatro Mar del Plata

El Teatro Mar del Plata fue inaugurado el 10 de diciembre de 2004 y es el teatro de mayor capacidad de la ciudad. Este teatro es una de las obras más recientes de Multiteatro, construido sobre un antiguo estacionamiento, lo que le permitió ofrecer un espacio moderno y de gran capacidad en la ciudad balnearia.
Este teatro ha sido escenario de importantes espectáculos, tanto en la temporada de verano como durante todo el año, convirtiéndose en un punto central para las producciones teatrales en Mar del Plata. Su capacidad y modernidad lo hacen ideal para recibir grandes producciones, y ha sido testigo de numerosas obras exitosas a lo largo de los años.

### Teatro Atlas (Av. Luro y Corrientes)

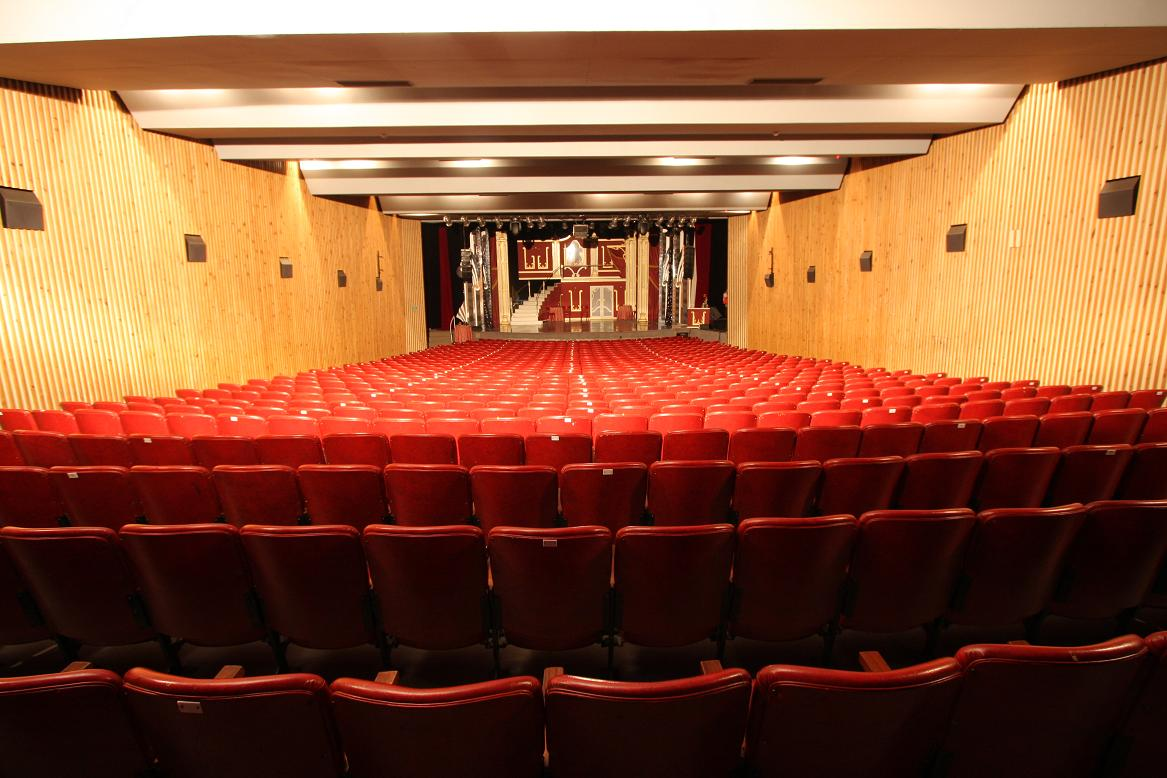
Teatro Atlas

El Teatro Atlas es uno de los teatros más tradicionales de Mar del Plata, ubicado en la esquina emblemática de las avenidas Luro y Corrientes. Este teatro ha sido restaurado por Multiteatro, que se encargó de su renovación para darle nueva vida mientras preserva su arquitectura original.
El Atlas ha sido un punto clave para las producciones teatrales, especialmente en la temporada estival, y sigue siendo uno de los lugares más visitados por el público en la ciudad. Con una programación variada, que incluye comedias, dramas y musicales, el Teatro Atlas mantiene su estatus como un lugar de referencia en la oferta cultural de Mar del Plata.

### Teatro América (Avenida Pedro Luro 2289)

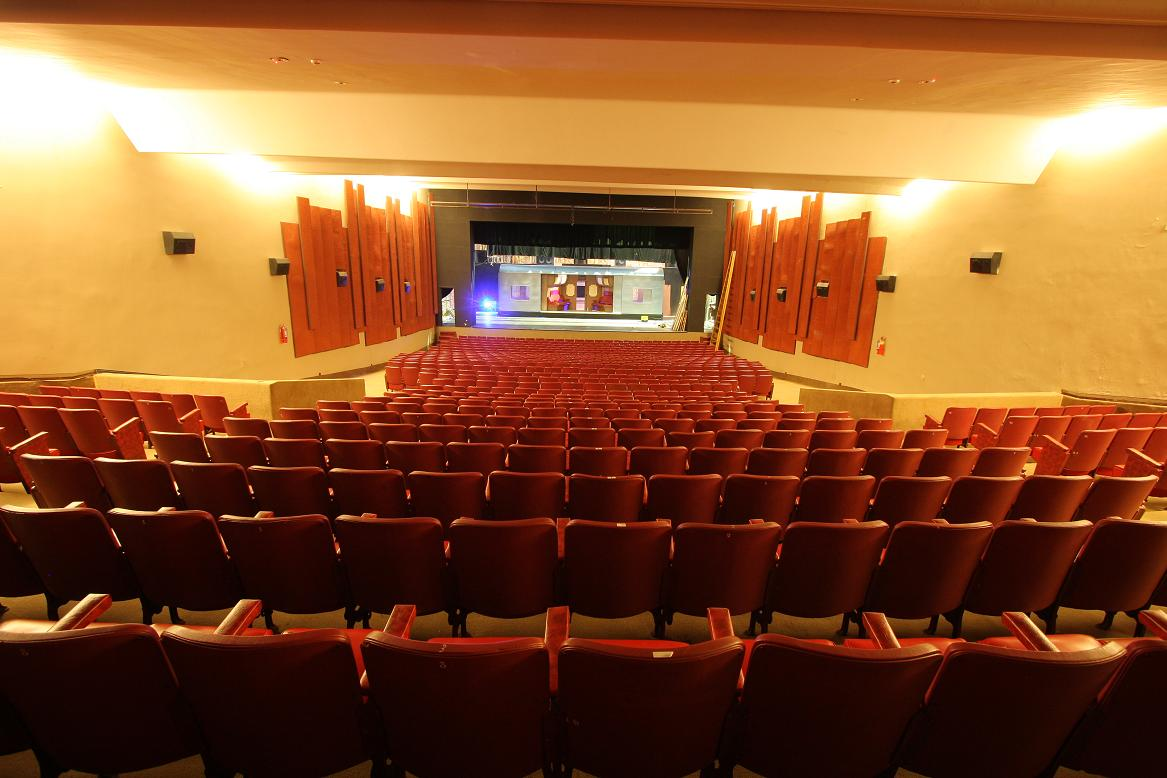
Teatro América

El Teatro América es otro de los espacios restaurados por Multiteatro en Mar del Plata. Este teatro, que había sido parte importante del circuito cultural de la ciudad, había caído en desuso durante algunos años hasta que Multiteatro asumió su restauración.
La restauración del Teatro América permitió recuperar un espacio que es un emblema de la historia cultural de Mar del Plata, y su oferta sigue siendo atractiva tanto para los residentes como para los turistas que visitan la ciudad.

### Complejo Bristol-Lido-Neptuno (Santa Fe 1751)
El Complejo Bristol-Lido-Neptuno es un conglomerado de tres teatros que, tras ser restaurados por Multiteatro, han recuperado su función cultural original. Estos teatros, ubicados en el centro de Mar del Plata, ofrecen diferentes tipos de salas con variadas capacidades, permitiendo una programación flexible y adaptada a los intereses del público.
Estos tres teatros, ubicados estratégicamente en el centro de la ciudad, han sido un componente vital de la oferta cultural de Mar del Plata, especialmente durante la temporada de verano. La restauración de estos espacios asegura que continúen siendo una opción atractiva para los amantes del teatro.